# Капітан Зед і Зона Зі
«Капітан Зед і Зона Зі» (англ. Captain Zed and the Zee Zone) — анімаційний телесеріал, створений компанією Collingwood O'Hare для Scottish Television Film Enterprises у співпраці з DIC Entertainment і Shanghai Morning Sun Animation Co., Ltd. і розповсюджений HIT Communications PLC. 26 епізодів спочатку транслювали на CITV у Сполученому Королівстві, мультсеріал був дубльований в Україні.

## Сюжет
Коли діти лягають спати, робота капітана Зеда та його напарника Пі Джея полягає в тому, щоб діти не бачили кошмарів у зоні сну.

## Трансляція у різних країнах

### Велика Британія
У Великобританії серіал розділили на дві частини. Перша серія мала 13 епізодів і вперше вийшла в ефір 17 жовтня 1991 року. Друга серія мала 13 епізодів і почала транслюватися 15 жовтня 1992 року. Повтори були показані в 1992 і 1993 роках. Шоу було повторно показано в 1995 році на шотландському телебаченні та у 2009 на wknd@stv — дитячому телевізійному каналі шотландського телеканалу STV у той час. Серіал також транслювався гельською мовою протягом 90-х років.

### Північна Америка
Попри те, що воно було створене в Сполучених Штатах і в ньому брали участь актори озвучування з Канади, це шоу ніколи не транслювалося в Північній Америці, а також не було офіційних випусків на VHS або DVD.

### Україна
В Україні мультсеріал було показано на телеканалі ICTV.